# 2004년 전주국제영화제
제5회 전주국제영화제는 2004년 4월에 개최된 영화제이다. 전북대 문화관(메인 상영관)외 6개관, 야외 극장 1개소에서 개최되었으며 사회자는 장나라이다.

## 수상 및 후보

### 우석상
- 두 생각 사이의 침묵 - 바박 파야미 수상

### 우석상 - 특별언급
- 민 - 호 유항 수상

### JIFF 최고인기상
- 커피와 담배 - 짐 자무쉬 수상

### JJ-Star상
- 스위트 하바나 - 페르난도 페레즈 수상

### 디지털 삼인삼색
- 경심 - 이시이 가쿠류
- 마지막 춤을 나와 함께 - 유릭와이
- 인플루엔자 - 봉준호

### 월드 시네마스케이프
- 거울 속 네덜란드 - 베르트 한스트라
- 그것들의 힘 - 알랭 기로디
- 기억의 통로 - 파비오 카피
- 날개 달린 사자 - 아녜스 바르다
- 내 생애 최고의 날 - 빠벨 메드베데프
- 녹차 - 장위엔
- 눈으로 볼 수 없는 것 - 프란시스코 제이 롬바디
- 러브 무비 - 훌리오 브레사네
- 마리와 줄리앙 이야기 - 자크 리베트
- 머리 없는 남자 - 후안 솔라나스
- 모멘텀 - 마르틴인 벨드호엔
- 물의 도시, 암스테르담 - Max De Hass
- 불멸의 영웅들 - 알랭 기로디
- 살팀뱅크 - 장-끌로드 비에뜨
- 트리플 에이전트 - 에릭 로메르
- 송환 - 김동원
- 순간의 침묵 - 요한 반 더 쾨켄
- 슐츠 겟 더 블루스 - 미카엘 쇼르
- 식량 공급자들 - 이젠 브루세
- 아브자드 - 아볼파즐 잘릴리
- 아침까지 가라 - 알랭 기로디
- 야망 - 콩스탕트 멘짜스
- 오래된 꿈 - 알랭 기로디
- 우리들 - 클라우디아 토마즈
- 잇츠 라이크 댓 - Southern Ladies Animation Group
- 기업 - 마크 아흐바 외 1명
- 지퍼 - 스테파노 솔리마
- 체리나무 꼭대기에서 - 알베르트 브로센스
- 커피와 담배 - 짐 자무쉬
- 토킹 픽처 - 마뇰 드 올리베이라
- 통행 - 다케시 이나무라

### 영화보다 낯선
- 도착 - 피터 체르카스키
- 10년이 지나간 - 아오키 타츠유키
- 고요한 속도를 위한 연구 - 이치로 수에오카
- 구역 - 아이작 줄리앙
- 기억의 표면, 표면에 대한 기억 - 이장욱
- 나의 겨울 여행 - 벵상 디유트르
- 노 - 샤론 로크하르트

### 늙은 우상
- 루스 링포드
- 대지의 시인 - 마가렛 타이
- 드림 워크 - 피터 체르카스키
- 디 엔드 - 패트릭 킬러
- 런던 - 패트릭 킬러
- 메릴린 윈도우 - 스탠 브래키지
- 무슨 일이야 - 로버트 브리어
- 베를린에서의 겨울 - 이치로 수에오카
- 볼티모어 - 아이작 줄리앙
- 비밀스런 유출 - 차학경
- 빛의 해독 - 리즈 로즈
- 사소한 재미 - 장-끌로드 루소
- 세 개의 층은 충분하다 - 기 피만
- 소나기가 오기 직전 - 장-끌로드 루소
- 소냐 비에더 아테르톤과 함께 - 샹탈 애커만
- 소멸하는 별빛 - 켄 제이콥스
- 소용돌이 - 제인 파커
- 시실리아 - 장-마리 스트로브
- 실종 - 조이수
- 아비뇽의 노래 - 요나스 메카스
- 어두운 방 - 장민용
- 예측할 수 없는 시간 - 장-끌로드 루소
- 여기로부터, 바다 위로 - 마우로 산티니
- 여행 서사시 - Jonas Mekas
- 외부 공간 - 피터 체르카스키
- 입에서 입으로 - 차학경
- 정지된 시간 - 마우로 산티니
- 조화: 부분적 색채 2부 - 아오키 타츠유키
- 차이니즈 시리즈 - 스탠 브래키지
- 창문 너머 - 마우로 산티니
- 치환 - 차학경
- 케이 - 제인 파커
- 콜드 재즈 - 제인 파커
- 토카타 - 한느 슈바흐
- 파라다이스 오메로스 - 아이작 줄리앙
- 파장 - 마이클 스노우
- 폭스파이어 아인즈 - 제인 파커
- 풍경 - 김남기
- 프로젝션 1 - 제인 파커
- 프롬 파 어웨이 - 마우로 산티니
- 현악기 연주자를 위한 59분 1/2초 - 제인 파커
- B 플랫 블루스 - 제인 파커
- 추억의 앨범 - 앙리 프랑수아 엥베르
- V.W. 속도, 여자 - 클로딘 에이지크만

### 시네마페스트 영화궁전
- 도쿄 대부 - 곤 사토시
- 마녀 비비 - 헤르민 훈트게부르스
- 마이 걸 - 비타야 쏭유용 외5명
- 벨빌랑데뷰 - 실뱅 쇼메
- 아임 낫 스케어드 - 가브리엘 살바토레
- 오뽀뽀모즈 - 엔조 달로
- 요시노 이발관 - 오기가미 나오코
- 호더 이야기 - 헨리크 루벤 겐즈

### 시네마페스트 불면의 밤
- 29 팜즈 - 브루노 뒤몽
- 데이지즈 - 베라 치틸로바
- 디스크 자키 - 이지 바르타
- 디자인 - 이지 바르타
- 매직 벨 - 아우렐 클림트
- 미디어 - 파벨 쿠츠키
- 세익스피어 2000 - Dagmar Doubkova
- 숲속의 발라드 - 이지 바르타
- 비스트 - 발레리안 보로브츠크
- 위커 맨 - 로빈 하디
- 육체 로봇 막셀리, 행위 예술가 - 알베르토 도노프리오
- 자신의 두 눈으로 본다는 행위 - 스탠 브래키지
- 지금 보면 안돼 - 니콜라스 로에그
- 추락 - 아우렐 클림트
- 파우스트 - 얀 슈반크마이에르
- 피그말리온 - 파벨 쿠츠키
- 핌파룸 - 아우렐 클림트 외1명

### 시네마페스트 야외상영
- ...ing - 이언희
- 고독이 몸부림칠 때 - 이수인
- 그녀를 믿지 마세요 - 배형준
- 내츄럴 시티 - 민병천
- 말죽거리 잔혹사 - 유하
- 빙우 - 김은숙
- 오구 - 이윤택
- 황산벌 - 이준익

### 인디비젼
- 고독한 전쟁 - 제이크 마하피
- 굿모닝 이탈리아 - 부디이 키르씨세나
- 기프트 - 미켈란젤로 프라마르티노
- 나는 다큐멘타리 감독이 되고 싶었다 - 이은아
- 나를 찾아 떠나는 여행 - 앤드류 더글러스
- 당시 - 장률
- 두 생각 사이의 침묵 - 바박 파야미
- 머드 - 더비스 자임
- 모드 - 세르쥬 보종
- 민 - 호 유항
- 바이브레이터 - 히로키 류이치
- 보드카 레몬 - 이네 살림
- 신주쿠의 이방인 - 양 리 쵸우 외1명
- 천국 - 앨리너 테오도레스큐
- 크메르 루즈 - 피의 기억 - 리티 판
- 패싱 바이 - 리카르도 일라이어스

### 디지털스펙트럼
- 20mm 두꺼운... - 이현승
- 51분 - 루카스 바흐칙
- 815 - 쇼이치 슈고쿠
- 굿모닝, 베이징 - 판 지엔린
- 나무상자 속 카메라 - 느차베니 와 루루리
- 내게 너무나 이쁜 당신 - 정병각
- 네이버후드 - 황규덕
- 따로 또 같이 - 허진호
- 레이스 - 권칠인
- 만연 - 지엔준 허
- 비밀과 거짓말 - 민규동
- 비밀요원 철고양이의 모험 - 아피찻퐁 위라세타쿤
- 사랑을 찾아서 - 이용배
- 섰다 - 김의석
- 성적 종속 - 로드리고 벨롯
- 순수 - 오병철
- 스무 고개 - 이수연
- 스무살 - 박기용
- 스무살의 모바일 퀸 - 이영재
- 스무켤레 - 유영식
- 스위트 하바나 - 페르난도 페레즈
- 스토리 - 데이너 랑가
- 이공 - 박경희
- 이 공을 받아줘 - 김태용
- 이십세법 - 조민호
- 잭, 금연하다 - 피터 리슈티
- 주차단속원, 그랜트 파커 - 트렌트 칼슨

### 질주환상
- 김소영
- 커다란 두리안 - 아미르 무하마드
- 타나토스와 에로스 - 칼 누스바움
- 남성전용회사에서 놀기 - 아르노 데스플레샹
- 편의점 2시 - 김태균
- 핍 TV 쇼 - 유타카 츠치야
- 싱크 & 라이즈 - 봉준호
- 투 더 21st - 장현수

### 한국영화: 충돌과 지속
- 그르르르릉 - 박진석
- 길 - 정민영
- 나의 한국영화 - 김홍준
- 레퀴엠 - 나지인
- 마이 제너레이션 - 노동석
- 만선 - 최민호
- 무쇠 소년 - 김혜미
- 바그다드로 가는 길 - 성혜란
- 베니스 비치 - 김정호
- 빛나는 거짓 - 채기
- 삐 - 김도형 외5명
- 사람은 무엇으로 사는가 - 경순
- 슈퍼맨의 비애 - 정인옥
- 아이 러브 스카이 - 임아론
- 아직도 아물지 않는 상처들 - 안해룡
- 안녕 - 최원재
- 엄마... - 류미례
- 오늘이 - 이성강
- 오버 데이 - 조성규
- 와이 낫 커뮤니티 - 박용제
- 자유를 그리다 - 박원철
- 전쟁은 끝나지 않았다 - 김원구
- 좀비처럼 걸어봐 - 김정구 외3명
- 지옥 - 2개의 삶 - 연상호
- 큰일났다!! - 권미정
- 하늘 나무 - 전승일
- 화집 - 김권식

### 한국단편의 선택: 비평가주간
- 1호선 - 이하
- 가장 시원하게 - 권용숙
- 더 클로지드 - 홍준규
- 동행 - 강원석
- 랜드스케입스 - 김준권
- 면도를 하다 - 신수원
- 목두기 비디오 - 윤준형
- 미국전쟁략사 - 이창재
- 빛과 계급 - 김곡
- 사랑하는 소녀 - 김종관
- 산만한 제국 - 윤성호
- 야곱의 사다리 - 조아람
- 여름, 위를 걷다 - 김이다
- 인비져블 1: 숨은 소리 찾기 - 유준석
- 잘돼가? 무엇이든 - 이경미
- 정당정치의 원리 - 김곡
- 쥐구멍은 어디에 있나 - 임병훈
- 코펜하겐식 이별 실력이 부쩍느는 비디오 - 윤성호

### 전주소니마주
- 미소 짓는 마담 브데 - 제르멘 뒬락
- 버림받은 자의 일기 - 게오르크 빌헬름 팝스트
- 조개와 성직자 - 제르멘 뒬락

### 마스터 클래스
- 오! 슬프도다 - 장 뤽 고다르
- 더 이상 기타 소리를 들을 수 없어 - 필립 가렐
- 러브 무비 - 훌리오 브레사네
- 만다라 - 임권택
- 밀물과 썰물 - 카롤린느 샹페띠에
- 사람의 아들 - 유현목
- 아버지의 왼편 - 루이즈 페르난도 카발로
- 영혼의 창 - 주앙 자르징
- 춘향뎐 - 임권택
- 파수병 - 아르노 데스플레샹
- 황진이 - 배창호
- H 스토리 - 스와 노부히로

### 일본 독립영화의 현재
- 꺽어진 꽃 - 마츠오카 나오미
- 도시락 - 이마오카 신지
- 돌아오지 않는 사랑 - 하마다 코스케
- 머슬 인플루엔자 - 이치카와 케이지 외1명
- 미혹의 숲 - 나카무라 케이코
- 수련의 추억 - 무라타 도모야스
- 심연 속 외침의 기록 - 야마다 마사후미
- 여름날의 피구 - 후루마야 토모유키
- 오른손이 잠든 사이에 - 시라카와 코지
- 올빼미 - 코바야시 카즈시
- 와비샤비 - 이구치 노보루
- 전기 고양이: 일본 열도 개조 계획 - 나카무라 이누조
- 존재하지 않는 원더랜드 - 우에다 다이키
- 지상에서 가장 위험한 남자 - 야마시타 노부히로
- 지옥으로부터 온 비디오 편지 - 무라카미 켄지
- 찢어진 일기 - 아이하라 노부히로 외1명
- 토끼가 무서워 - Tetsuji Kurashige
- 하얗게 사라지다 - 고시마 가즈히로
- 하얗게 사라지다 2 - 고시마 가즈히로
- 하얗게 사라지다 3 - 고시마 가즈히로
- 하얗게 사라지다 4 - 고시마 가즈히로
- 하울링 카페 - 야마모토 히로시

### 스페셜 포커스 - 특별전
- 79 봄들 - 산티아고 알바레즈
- 가족 비디오 - 움베르토 솔라스
- 나다 - 후안 카를로스 크레마타 말베르티
- 딸기와 초콜릿 - 토마스 구티에레즈 알레아 외1명
- 루시아 - 움베르토 솔라스
- 살사를 찾아서 - 리고베르토 로페즈
- 소이 쿠바 - 미하일 칼라토조프
- 신기원과 세기말의 매혹 - 후안 카를로스 크레마타 말베르티
- 어떤 방법으로 - 사라 고메즈
- 엘비제이 - 산티아고 알바레즈
- 영원한 승리의 그 날까지 - 산티아고 알바레즈
- 이상한 마을의 알리시아 - 다니엘 디아즈 토레스
- 저개발의 기억 - 토마스 구티에레즈 알레아
- 지금 - 산티아고 알바레즈
- 집 바꾸기 - 후안 카를로스 타비오

### 테레사의 초상
- 파스토르 베가
- 휘파람 - 페르난도 페레즈

### 스페셜 포커스 - 회고전
- 닌자 무예장 - 오시마 나기사
- 동반 자살 - 시노다 마사히로
- 료마 암살 - 쿠로키 카즈오

### 무상
- 짓소지 아키오
- 에로스 + 학살 - 요시다 기주
- 역분사 가족 - 이시이 가쿠류
- 윤복이의 일기 - 오시마 나기사
- 장미의 행렬 - 마츠모토 토시오
- 전원에 죽다 - 테라야마 슈지
- 천사의 황홀 - 와카마츠 코지
- 청춘의 살인자 - 하세가와 카즈히코